# Josefina Molina
Josefina Molina Reig (Córdoba, 14 de noviembre de 1936) es una directora de cine, guionista, realizadora de televisión, novelista y directora de escena española. Fue pionera del cine rodado por españolas y dirigió obras como los largometrajes Función de noche (1981) y Esquilache (1988), o la serie de televisión Teresa de Jesús (1984). En 2012 fue nombrada Hija Predilecta de Andalucía y en  2019 laureada con el Premio Nacional de Cinematografía.
Fue reconocida con el premio a Toda una vida de los Premios de la Academia de la Televisión de España en 2003, con el Goya de Honor en los Premios Goya del cine español de 2011. 
En 2006 fue confundadora de la Asociación de mujeres cineastas y de medios audiovisuales (CIMA), de la que es presidenta de honor. En 2021 fue confundadora de la Academia de Cine de Andalucía.

## Biografía
Nació en una familia de clase media; su padre era un tendero cordobés que comerciaba con calzado y productos de droguería, y su madre era una catalana dedicada a las labores del hogar y al cuidado de sus hijos. Gracias a la buena trayectoria del negocio familiar, y a pesar  nacer en la posguerra, no sufrió privaciones, por lo que pudo asistir a colegios de prestigio, como el de los Hermanos de La Salle (en el que recibió sus primeras letras y aprendió los rudimentos de las Matemáticas) y el de las Escolapias de Santa Victoria (donde cursó sus estudios secundarios). Terminó la escuela en 1969 y aprovechó la posibilidad de acceder al Bachillerato para sacar el máximo partido a la educación que —por empeño, fundamentalmente, de su madre— le estaban facilitando sus progenitores.
Sus primeros contactos con el mundo del cine tuvieron lugar en las salas de exhibición de su ciudad natal, a las que solían llevarla sus padres los domingos por la tarde. También apreciaba la lectura, y a los trece años, la riqueza narrativa de los Episodios Nacionales de Benito Pérez Galdós influyó en su vocación narradora y en su tendencia al realismo. A los quince años, cuando vio la película El río de Jean Renoir, se despertó en ella el interés por contar historias a través del cine.
Ya en plena juventud, se sumó a varios grupos de creadores e intelectuales cordobeses con inquietudes artísticas. Fue asidua a las proyecciones y los debates del “Cineclub Senda” y el “Cineclub del Círculo de la Amistad”, y frecuentó también el “Círculo Juan XXIII”, integrado por jóvenes progresistas, dentro del cual fundó el colectivo dramático “Teatro Ensayo Medea”. Con espíritu feminista, realizó su primer trabajo como directora teatral al frente de este colectivo, poniendo en escena Casa de muñecas, del dramaturgo noruego Henrik Ibsen, en el Salón Liceo del Círculo de la Amistad. La obra resultó un fracaso por las malas condiciones del local y por la crudeza del mensaje del autor para el público de la época.
Pese a ello, Josefina Molina siguió adelante y logró estrenar otros cuatro montajes y, simultáneamente, contactar con diferentes figuras locales del mundo del espectáculo y los medios de comunicación. Así, a partir de 1962 empezó a colaborar asiduamente en el programa radiofónico Vida de espectáculos, emitido por Radio Vida, con una sección de gran éxito titulada "La mujer y el cine".

## Trayectoria profesional
Estudió Ciencias Políticas y en 1962 fundó el Teatro de Ensayo Medea en su ciudad natal, dirigiendo varios montajes. En 1969 se convirtió en la primera mujer en obtener el título de directora/realizadora en la Escuela Oficial de Cine. En esa época rodó numerosos espacios dramáticos para Televisión Española (Estudio 1, Hora once, Teatro de siempre, etc.).
Le encargaron una adaptación de La metamorfosis, de Kafka, de la cual dijo que era “un rollo que no quería hacer nadie, pero yo me lo tomé tan en serio que acabaron diciendo: ‘Ha trabajado mucho la pobre, habrá que hacer algo con ella’. Vosotros no sabéis lo insoportable que es ese paternalismo.”
Adaptó y dirigió diversos montajes como Motín de Brujas de Josep María Benet, No puede ser el guardar una mujer de Agustín Moreto, Cartas de amor de A. R. Gurney y La Lozana Andaluza, adaptación de Rafael Alberti.
Sus series de televisión más destacadas fueron El camino (1978), que cuenta la historia de un niño de 11 años, Daniel El Mochuelo, recordando la infancia en su pueblo antes de dejarlo; Teresa de Jesús (1984), que narra la vida de santa Teresa de Jesús, interpretada por Concha Velasco; y Entre naranjos, adaptación de la novela de Vicente Blasco Ibáñez (1998).
En teatro, logró un gran éxito con el montaje Cinco horas con Mario, monólogo de Miguel Delibes representado durante décadas e interpretado por Lola Herrera y después Natalia Millán. En 1990 dirigió Los últimos días de Emmanuel Kant, de Alfonso Sastre.
Su primer largometraje, Vera, un cuento cruel, de género fantástico, data de 1973, y en 1981 destacó con Función de noche, película sobre la vida en común de un matrimonio separado, en la que Lola Herrera y Daniel Dicenta se interpretan a sí mismos.
En 1989 estrenó el drama histórico Esquilache, basado en la obra de Antonio Buero Vallejo Un soñador para un pueblo, con actores como Fernando Fernán Gómez, Adolfo Marsillach y Concha Velasco. Lo más natural (1990), protagonizada por Charo López y Miguel Bosé, y La Lola se va a los puertos (1993) con la cantante Rocío Jurado, fueron sus últimas incursiones cinematográficas. El productor más representativo de su trayectoria es José Sámano (Sabre Producciones).
En 2006 fundó la Asociación de mujeres cineastas y de medios audiovisuales (CIMA) junto a otras cineastas como Inés París, Chus Gutiérrez, Icíar Bollaín o Isabel Coixet, y se mantiene como presidenta de honor.
La Academia de las Artes y las Ciencias Cinematográficas de España le concedió el premio Goya de Honor 2012, que recibió antes de la ceremonia de entrega de los premios.
En 2012 fue nombrada Hija Predilecta de Andalucía.
Cuando decidió no hacer más películas, Josefina Molina se puso a escribir “porque si no, me iba a aburrir mucho”. Su primera novela fue Cuestión de azar, “la historia de mi generación en Andalucía, cómo se educaba a las niñas y cómo me educaron a mí” a la que siguió En el umbral de la hoguera sobre Teresa de Jesús: “Me pidieron un libro sobre la serie de la tele, pero como se me había quedado en el tintero un episodio preferí escribir sobre él: su viaje a Andalucía –cuando la Orden le pide que se quede calladita mientras la Inquisición la está investigando y los descalzos y los calzados están en guerra–… Soy una aprendiza en lo de escribir, pero es apasionante porque haces lo que te da la gana, no tienes encima a un productor ni tienes que decirle nada al equipo. Escribiendo haces contigo misma los pactos que quieras, te engañas como quieres, eres tú la única responsable, eso me fascinó”. Y tras un libro de encargo, Los papeles de Bécquer, y una autobiografía, Sentada en un rincón, lleva seis años “escribiendo un libro que no terminaré”. También escribió el prólogo del libro Ana Mariscal, una cineasta Pionera, escrito por Victoria Fonseca.

## Josefina y el feminismo
Es bien conocida su faceta feminista; de hecho, escribió el libro Cine de mujeres en la Transición. La trilogía ´feminista´ junto a Cecilia Bartolomé y Pilar Miró. Algunas de sus declaraciones sobre este tema son:

«La igualdad aún no es real porque no tenemos los mismos sueldos, no tenemos las mismas oportunidades… ¿Sabes lo que no tenemos tampoco? Los mismos presupuestos para hacer nuestro trabajo. Los presupuestos para una mujer siempre son menores [...] porque al fin y al cabo la van a arrinconar en el cine de mujeres, porque es como un cajón en donde se nos mete y donde ahí se cree que eso es un apartado, al ser apartado tenemos ya un problema.»
Josefina Molina

«No he estado sola afortunadamente y no estaré sola en el futuro. Hay ya muchas mujeres que están imponiendo sus ideas y su visión del cine de hoy aunque todavía se escatima el reconocimiento de los méritos de las cineastas.»
Josefina Molina

«Cuando empecé en esto los productores tenían desconfianza en poner los presupuestos en manos de una mujer.»
Josefina Molina

«Nada me apetecía más que profundizar en la situación de una mujer de mi generación. Te educan para ser una persona que no opina por sí misma y que está atenta a lo que el hombre diga y a cambio tienes que exigirle que él sea fuerte, que no llore nunca, que resuelva todos los problemas. En el momento en que se enfrentan los dos, ni la una es lo que le han dicho que debe ser ni el otro es tan fuerte, todo se viene abajo porque no es posible que un hombre pueda con todo lo que se le exige, ser un héroe... Siempre he tenido una fobia total al matrimonio, para mí siempre ha sido un camino mortal. Con 23 años tuve mi primer novio y dos meses antes de la boda pensé que cómo me iba a meter en esa aventura sin saber realmente quién era yo. Incauta de mí, se lo dije al novio: ¿por qué no aplazamos esto y me esperas? Y qué decepción su respuesta, qué decepción. Ahí acabó todo.»
Josefina Molina

En el vídeo emitido en la ceremonia de los Premios Goya de 2012 a raíz de su Goya de Honor, dijo:

«Sé que estoy aquí representando también a otras mujeres de generaciones anteriores que se han dedicado a este oficio del cine cuando no era nada fácil. Quisiera compartir con ellas este Goya de Honor y también quisiera compartirlo con mis compañeras de CIMA, la Asociación de Mujeres Cineastas y de Medios Audiovisuales que ha sabido sustituir el aislamiento por la solidaridad, cuya labor por la visibilidad de las mujeres cineastas de este país es constante. Gracias.»
Josefina Molina

«Yo diría que siempre he hablado de la libertad y sobre todo de la libertad de las mujeres para hacer su propia vida, en el fondo es lo que a mí siempre me preocupo desde que era niña: hacer lo que yo quería y hacerlo como yo quería. Esto no era fácil para las mujeres, sigue sin serlo. A lo largo de la vida lo que haces es contentar a esa adolescente que fuiste y cumplir su proyecto.»
Josefina Molina

## Cine y televisión

### Directora
- La otra soledad (corto) (1966)
- Aquel humo gris (corto) (1967)
- Pequeño estudio (serie TV) (1968)
- Melodrama infernal (corto) (1969)
- Teatro de siempre (serie TV) (1 episodio) (1971)
- Casa de muñecas II (1971)
- Hora once (serie TV) (4 episodios) (1971-1972): "El cochero", "La prudente venganza", "Eleonora" y "La Marquesa de O"
- La rama seca (corto) (1972)
- Cuentos y leyendas (serie TV) (1 episodio): "La promesa" (1974)
- Vera, un cuento cruel (1974)
- Los pintores del Prado (serie TV) (1 episodio): "Durero: La búsqueda de la identidad" (1974)
- Un globo, dos globos, tres globos (TV) (1 episodio), 21 de octubre de 1974
- Novela (serie TV) (6 episodios) (1974-1978)
- Hedda Gabler, para Estudio 1 (TV) (1975)
- Escritores de hoy (serie TV) (1 episodio) (1975): "La asegurada"
- Los libros (serie TV) (1 episodio) (1976)
- Doña Luz (1976)
- Anna Christie, para Estudio 1 (TV) (1976)
- Escrito en América (serie TV) (1979)
- Cuentos eróticos (parte de "La tilita") (1980)
- Función de noche (1981)
- Paisaje con figuras (serie TV) (1 episodio) (1984)
- Lope de Vega (1984)
- Teresa de Jesús (serie TV) (8 episodios) (1984)
- Hija de la Iglesia (1984)
- Vida (1984)
- Visita de descalzas (1984)
- Fundaciones (1984)
- El castillo interior (1984) (serie TV) (8 capítulos)
- La voz humana (serie TV) (1 episodio) (1986)
- La mujer sola (1986)
- Esquilache (1989)
- Lo más natural (1991)
- La Lola se va a los puertos (1993)
- Función de noche (serie TV) (1 episodio) (1995)
- Las trampas del azar (Dos tiempos de una crónica) (1995)
- Entre naranjos (miniserie TV) (3 episodios) (1998)

### Guionista
- La otra soledad (corto) (1966)
- Aquel humo gris (corto) (1967)
- Melodrama infernal (corto) (1969)
- Vera, un cuento cruel (1974)
- Los pintores del Prado (serie TV) (1 episodio): "Durero: La búsqueda de la identidad" (1974)
- Hedda Gabler, para Estudio 1 (TV) (1975)
- Los libros (serie TV) (adaptación - 1 episodio) (1976)
- Doña Luz (1976) (adaptación)
- Anna Christie, para Estudio 1 (TV) (1976)
- Novela (serie TV) (adaptación - 5 episodios) (1978)
- Función de noche (1981)
- Teresa de Jesús (serie TV) (8 episodios) (1984)
- Hija de la Iglesia (1984)  - Vida (1984)
- Visita de descalzas (1984)
- Fundaciones (1984)
- El castillo interior (1984)
- La mujer sola (1986) (adaptación)
- Esquilache (1989)
- La voz humana (serie TV) (adaptación - 1 episodio)
- La Lola se va a los puertos (1993)
- Entre naranjos (miniserie TV) (3 episodios) (1998)

### Asistente de dirección
- Luciano (corto) (1965)
- Teatro de siempre (serie TV) (1 episodio): "Ricardo III" (1967)

### Actriz
- Cuentos eróticos (1980), como 'mujer que guiña el ojo'.[13]

## Premios y candidaturas

### Premios Goya
| Año  | Categoría            | Película      | Resultado |
| ---- | -------------------- | ------------- | --------- |
| 1989 | Mejor directora      | Esquilache    | Candidata |
| 1989 | Mejor guion adaptado | Esquilache    | Candidata |
| 2011 | Goya de Honor        | Goya de Honor | Ganadora  |

### Premios de la Academia de la Televisión de España
| Año  | Categoría                       | Serie          | Resultado |
| ---- | ------------------------------- | -------------- | --------- |
| 1998 | Mejor dirección y/o realización | Entre naranjos | Ganadora  |
| 1998 | Mejor programa de ficción       | Entre naranjos | Candidata |
| 2003 | Toda una vida                   | Toda una vida  | Ganadora  |

| Predecesor: Esther García | Premio Nacional de Cinematografía 2019 | Sucesor: Isabel Coixet |

### Otros premios y reconocimientos
- Medalla de Oro al mérito en las Bellas Artes (2006)[14]
- Medalla de Oro al Mérito en el Trabajo (2011)[15]
- VIII Premio Participando Creamos Espacios de Igualdad 2015 en la categoría Arte y Cultura, otorgado por el Consejo de las Mujeres del municipio de Madrid.[16]
- Premio UIMP a la Cinematografía (2015).
- Premio Nacional de Cinematografía (2019)[17]

- 2003 Premio Iris Especial a toda una vida (Academia de las Ciencias y las Artes de Televisión de España)